# 三柴理
三柴 理（みしば さとし、1965年1月15日 - ）は、日本のピアニスト・キーボーディスト・作曲家。東京都港区六本木出身。ロックバンド特撮のメンバー。

## 来歴
4歳からピアノをはじめて、安川豊子に師事、9歳から作曲を学び、柏木由紀に師事する。青山学院中学、高校を卒業後、国立音楽大学に入学する。
1983年、国立音楽大学在学中にロックバンド「新東京正義乃士」を結成。同バンド解散後の1986年には、ロックバンド筋肉少女帯に「三柴江戸蔵」として加入（「エディ」の愛称はこの「江戸蔵」に由来）。1988年にメジャーデビューを果たすが、翌1989年に脱退する（ツアー中はピアノの練習ができない為、というのが理由だった）。その後は様々なロック、J-POPアーティストのサウンド・プロデュースを手掛け、映画音楽及びテレビCM音楽にも携わる。
2000年には、前年に筋肉少女帯を脱退した大槻ケンヂらとともにロックバンド特撮を結成。2006年12月に再結成した筋肉少女帯のサポートピアニストとしても活躍している。また、THE金鶴（リーダー：元有頂天のタボこと佐々木貴）のメンバーとして、数々の映像に付随する音楽を制作している。

## 音楽的特徴と影響
ロックからポップス、クラシックに至るまで、様々なジャンルの音楽を弾き分ける。演奏のスタイルも幅が広く、流麗で繊細なピアニズムを基本としながら、一方で超絶技巧的な激しい表現も得意とする。
指揮者別にクラシックを聴きあさる少年時代を送っており、特に好きな指揮者としてレオポルド・ストコフスキーをあげている。一方で、新東京正義乃士を結成した段階ではロックを全く聞いたことがなく、プログレッシブ・ロックは筋肉少女帯に加入した後に内田雄一郎から教えてもらうまでは知らなかったという。ロックの基礎やシンセサイザーに関しては、有頂天の佐々木TABO貴から教わったと述べている。

## 機材
ピアノはおもに、ベーゼンドルファーやスタインウェイを使用。ロックバンドのライブにおいて、デジタルピアノはカワイ、シンセサイザーはローランドを使用している。好きな録音技術はフェイズ4録音。

## 人物
身長180cm超。サングラスに髭面といういかつい風貌とは裏腹に、非常に温和でユーモラスな性格をしている。
高校時代まではクラシック音楽一筋だったが、内田裕也の影響でロックに目覚めることとなる。
インディーズ時代は破天荒な言動が多く、ステージでシンセサイザーをブンブンと振りまわした上にそれを客席に投げ込んだという事例など、枚挙に暇がない。
メジャーデビュー以後はそのような過激なパフォーマンスこそ行わないが、演奏中自分の出番のない際に舞台上をウロウロと練り歩く、客を大袈裟な身振りで煽るなど、滑稽な人柄で観客を沸かせている。

## ディスコグラフィー
筋肉少女帯の作品に関しては筋肉少女帯の当該項目を、特撮の作品に関しては特撮の当該項目を参照。
- ピアノのなせる業と神髄／三柴 理（1996年）
- サウンドギャラリー／ザ蟹（2001年9月21日）
- オリジナルビデオアニメーション「戦闘妖精雪風」オリジナルサウンドトラック１／三柴 理・塩野道玄（ザ 蟹）（2002年9月21日）[9]
- Pianism／三柴 理（2002年11月21日）
- ピアノで弾き倒す華麗なるロック・クラシックス／三柴 理（2003年10月23日）
- TAG／三柴 理Electric Trio（2004年11月7日）
- 戦闘妖精雪風Blu-ray Disc BOX／THE金鶴（作曲、演奏）[10]（2008年1月25日）
- PianismⅡ／三柴 理（2009年11月18日）
- THE金鶴／THE金鶴（2009年11月18日）
- JAMMIN' with CHOPIN ～トリビュート・トゥ・ショパン～」（2010年03月24日）の1曲目「前奏曲 #22 ト短調、Op. 28/22」に三柴理として、11曲目「前奏曲第 #15 変ニ長調、Op.28-15、「雨だれ」」にTHE 金鶴として参加。
- Freddie Mercury Tribute 「LOVE OF MY LIFE」 Piano Transcription Satoshi Mishiba／三柴 理（2011年6月8日）
- 「Favorite Anime Songs Cover The Piano Side」 Piano Transcription Satoshi Mishiba／三柴 理（2012年5月23日）
- 堆積と浸食／内橋和久・吉田達也・三柴理（2012年10月6日）
- Pianism of King-Show／三柴 理（2013年5月22日）
- you!／Thunder You Poison Viper（2014年10月15日）
- AKEBONO／三柴 理（2017年3月13日）
- 竜理長（Ryo-Ri-Cho）／高橋竜×三柴理×長谷川浩二（2017年11月1日）
- BEST of PIANISM／三柴 理（2019年6月26日）
- le noir（ルノア）／三柴 理（2020年7月22日）
- 竜理長（Ryo-Ri-Cho）ライブ！／高橋竜×三柴理×長谷川浩二（2020年8月配信）
- ROCKS & CLASSICS／三柴 理（2021年2月17日）
- 欲望と絶望／三柴 理（2021年10月22日）
- Pianism III Impressions&Expressions／三柴 理（2022年12月22日）
- LA PASSION／三柴 理（2023年6月14日）ベストアルバム
- キネマノオト／三柴 理（2025年1月15日）

## 在籍バンド及びユニット

### 活動中
- THE金鶴（1984年-）
- 筋肉少女帯（1986年-1989年、2006年-）※2006年以降はサポートメンバーとしての参加
- 特撮（2000年-）
- Thunder You Poison Viper （2010年-） 内田雄一郎、長谷川浩二とのユニット
- 竜理長（りょうリチョー）（2017年- 2020年）高橋竜、長谷川浩二とのユニット

### 解散
- 新東京正義乃士（1983年-1985年）
- ザ蟹（1986年-2005年）
- 80年代の筋肉少女帯（1998年）
- 三柴理Electric Trio（2003年-2005年）